# Tina Blau
Tina Blau (Vienna, 15 novembre 1845 – Vienna, 31 ottobre 1916) è stata una pittrice austriaca, considerata una delle iniziatrici del cosiddetto impressionismo d'atmosfera austriaco.

## Biografia

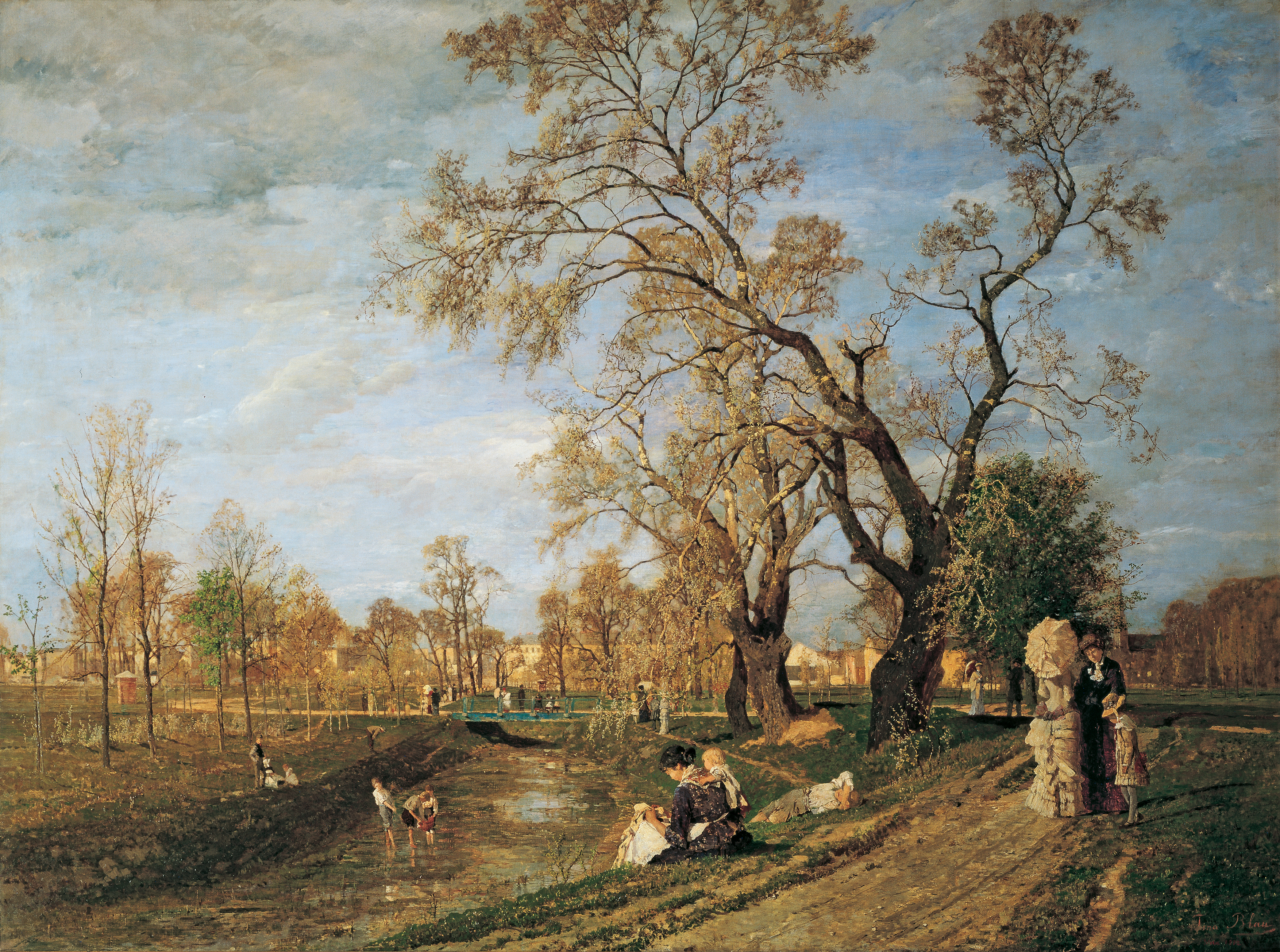
"Frühling im Prater", una delle opere più celebri di Tina Blau

Regina Leopoldine Blau era figlia del medico militare e in seguito dentista Simon Blau (1811-1880) e di Theresia Blau (1811-1894), la famiglia era di origine ebraica. 
All'epoca le donne non erano ammesse all'Accademia di belle arti di Vienna ma vista la passione per la pittura il padre la incoraggiò dal 1859 a frequentare lezioni private di disegno presso il pittore paesaggista di origine ungherese Antal Hanély, allievo di Ferdinand Georg Waldmüller, con cui Tina si esercitò nelle nature morte. L'anno successivo prese lezioni da August Schaeffer von Wienwald che la incoraggiò a dedicarsi ai paesaggi, nel 1865 durante un soggiorno nei pressi di Schwarzau im Gebirge conobbe il pittore Josef Matthäus Aigner e iniziò a frequentare la sua scuola di pittura. 
Nel 1867 prese parte alla prima esposizione presso il Österreichische Kunstverei con il quadro "Kalkofen bei Abendbeleuchtung". Dal 1869 al 1873, pur rientrando spesso in Austria, soggiornò a Monaco di Baviera dove, visitando la I esposizione internazionale d'arte del 1879 al Glaspalast si avvicinò al realismo francese e alla scuola di Barbizon. A Monaco la pittrice già abbastanza affermata, frequentò la scuola del pittore storico Wilhelm Lindenschmit il giovane venendo in contatto anche col pittore Eduard Schleich il vecchio. 
Dal 1872 iniziò a frequentare il circolo di artisti che gravitava intorno a Emil Jakob Schindler del quale facevano parte Eugen Jettel, Franz Rumpler, Julius Victor Berger e Hugo Charlemont, tutti allievi all'Accademia del pittore tedesco Albert Zimmermann. L'anno successivo prese parte all'esposizione universale di Vienna con il quadro An der Donauregulierung.
Nel 1873 Blau e Schindler fecero un viaggio nei Paesi Bassi, probabilmente finanziato da Tina, dove visitarono musei e si avvicinarono sia alla pittura paesaggista olandese del XVII secolo, in particolare quella di Meindert Hobbema, sia ai paesaggisti contemporanei della Scuola dell'Aia come Jacob Maris (1837–1899) e Peter Paul Joseph Constantin Gabriël (1828–1903). Seguì un viaggio in Ungheria per visitare la scuola dei paesaggisti della colonia di artisti di Szolnok. 
Le tonalità di colore usate da Tina si schiarirono notevolmente dopo il suo primo viaggio a Venezia nell'estate e autunno del 1876, un secondo viaggio in Italia che la porterà fino a Roma e Napoli avrà luogo nella primavera del 1879, a partire dal 1902 seguiranno altri soggiorni in Italia. La sua opera principale, Primavera al Prater (un olio su tela di quasi tre metri per due acquistato nel 1899 dalla Österreichische Galerie Belvedere), venne presentata nel 1882 al Künstlerhaus di Vienna dove fu inizialmente rifiutata proprio a causa della sua luminosità, un critico affermò che sembrava "un buco nel muro dell'esposizione". Per intercessione del pittore Hans Makart venne poi esposta alla I esposizione internazionale d'arte di Vienna dove la vide l'ambasciatore francese, l'anno successivo venne esposta al Salon di Parigi dove venne premiata con la menzione d'onore.
Dal 1877 al 1879, anno in cui lo rilevò, condivise un atelier al Prater insieme a Schindler, di questo periodo sono le sue prime opere dedicate al Prater.
Nel 1884 Blau tornò a Monaco dove si convertì al protestantesimo e sposò il pittore Heinrich Lang, la coppia non ebbe figli, in occasione del matrimonio cambiò anche il suo nome ufficiale in "Tina". Dal 1889 lavorò come insegnante di paesaggio e natura morta presso la "Damenakademie des Münchner Künstlerinnen-Vereins", un'accademia d'arte per sole donne fondata nel 1884. La sua opera "Gestürzte Größe" venne premiata alle esposizioni mondiali di Parigi (1889) e Chicago (1893).
Dopo la morte del marito avvenuta nel 1891 riprese a viaggiare visitando Parigi, i Paesi Bassi e l'Italia. Nel 1894 si stabilì definitivamente a Vienna dove dal 1898 al 1915 insegnò presso la Scuola d'arte per donne e ragazze ("Kunstschule für Frauen und Mädchen", della quale fu cofondatrice nel 1897 insieme, tra altri, a Rosa Mayreder che fu allieva e ammiratrice della Blau tanto da scrivere recensioni delle sue opere con lo pseudonimo di Franz Arnold. Nonostante i riconoscimenti ottenuti non venne mai ammessa all'associazione degli artisti Viennesi. 
Morì a Vienna il 31 ottobre del 1916, è sepolta al Zentralfriedhof di Vienna.
All'avvento del nazionalsocialismo i quadri di Tina Blau vennero rimossi dai musei, la via che le era stata intitolata a Vienna venne rinominata, venne ignorata dai testi di storia dell'arte in lingua tedesca a causa delle sue origini ebree.